# Violeta Ponomarjova
Violeta Ponomarjova (ur. 10 czerwca 1993 w Rydze) – łotewska zapaśniczka walcząca w stylu wolnym. Zajęła trzynaste miejsce na  mistrzostwach Europy w 2016. Osiemnasta na igrzyskach europejskich w 2015. Srebrna medalistka mistrzostw nordyckich w latach 2014 - 2016 roku.